# Świętosław Radowicki
Świętosław Radowicki herbu Grzymała (ur. ok. 1675, zm. 20 kwietnia 1733) – pisarz grodzki malborski w 1696 roku, pisarz grodzki chełmiński w latach 1699–1705 i 1711–1712, chorąży michałowski w roku 1714, chorąży pomorski w latach 1714–1725, chorąży chełmiński w latach 1725–1733, wicewojewoda chełmiński w roku 1717. Był odnotowany w Stolnie w latach 1701–1705.